# جلب (السياني)

تعديل مصدري - تعديل

جلب هي إحدى قرى عزلة نخلان بمديرية السياني التابعة لمحافظة إب، بلغ تعداد سكانها 2500 نسمة حسب تعداد اليمن لعام 2020م.
يسكنها عدة أسر، على رأسهم بيت الناصر ، وهي أقدم من سكن القرية**يكثر فيها المتعلمين ، ورجال الدين 